# Margarinotus oblongulus
Margarinotus oblongulus är en skalbaggsart som först beskrevs av Schmidt 1892.  Margarinotus oblongulus ingår i släktet Margarinotus och familjen stumpbaggar. Inga underarter finns listade i Catalogue of Life.